# Ярошовка (Минская область)
Ярошо́вка (бел. Ярашо́ўка) — деревня в составе Дзержинского сельсовета Дзержинского района Минской области Беларуси. Деревня расположена в 5 километрах от Дзержинска, 36 километрах от Минска и 7 километрах от железнодорожной станции Койданово.

## История
В 1712 году упоминается как деревня в составе имения Голубовские Новосёлки в Минском воеводстве Великого княжества Литовского. После второго раздела Речи Посполитой в 1793 году вошла в состав Российской империи. В 1800 году в Ярошовке 4 двора, проживали 16 жителей, владение С. Костровицкого.  
В середине XIX века в составе имения Малые Новосёлки, владение помещика Шустева. В 1870 году в деревне проживали 50 ревизских селян. Во 2-й половине XIX—начале XX века в составе Койдановской волости Минского уезда Минской губернии. По данным первой всероссийской переписи населения, в деревня Шатилы насчитывается 25 дворов, проживают 129 жителей. В 1917 году в Ярошовке проживали 219 жителей, насчитывалось 32 хозяйства. 9 марта 1918 года в составе провозглашённой Белорусской Народной Республики, однако фактически находилась под контролем германской военной администрации. С 1 января 1919 года в составе Советской Социалистической Республики Белоруссия, а с 27 февраля того же года в составе Литовско-Белорусской ССР, летом 1919 года деревня была занята польскими войсками, после подписания рижского мира — в составе Белорусской ССР. С 20 августа 1924 года в составе Макавчицкого сельсовета Койдановского района Минской округа. 29 июля 1932 года Койдановский район был переименован в Дзержинский. С 23 марта 1932 года в составе Новосёлковского сельсовета, с 31 июля 1937 года в составе Минского, с 4 февраля 1939 года вновь в составе Дзержинского района, с 20 февраля 1938 года в Минской области. По данным всесоюзной переписи населения 1926 года в деревне насчитывалось 33 двора проживали 153 жителей. В годы коллективизации организован колхоз.
В Великую Отечественную войну с 28 июля 1941 года до 7 июля 1944 года деревня была оккупирована немецко-фашистскими захватчиками. На фронте погибли 15 сельчан. 16 июля 1954 года деревня была передана из состава упразднённого Новосёлковского сельсовета в состав Дзержинского сельсовета. В 1960 году проживали 500 жителей, в 1988 году в деревне проживали 99 жителей, насчитывалось 36 хозяйств. По состоянию на 2009 год в составе СПК «Крутогорье-Петковичи».

## Население
| Численность населения (по годам) | Численность населения (по годам) | Численность населения (по годам) | Численность населения (по годам) | Численность населения (по годам) | Численность населения (по годам) | Численность населения (по годам) | Численность населения (по годам) | Численность населения (по годам) |
| 1800                             | 1870                             | 1897                             | 1909                             | 1917                             | 1926                             | 1960                             | 1988                             | 1999                             |
| -------------------------------- | -------------------------------- | -------------------------------- | -------------------------------- | -------------------------------- | -------------------------------- | -------------------------------- | -------------------------------- | -------------------------------- |
| 16                               | ↗50                              | ↗125                             | →125                             | ↗219                             | ↘153                             | ↗500                             | ↘99                              | ↘70                              |
| 2004                             | 2010                             | 2017                             | 2018                             | 2020                             | 2022                             |                                  |                                  |                                  |
| ↘62                              | ↘59                              | ↘43                              | ↗46                              | ↗50                              | ↗53                              |                                  |                                  |                                  |

## Достопримечательности
- Братская могила советских воинов и партизан, расположена на западной окраине деревни. Захоронены 22 воина и партизан, которые погибли во время Великой Отечественной войны, и 11 партизан 200-й бригады им. К.К. Рокоссовского, которые погибли 7 июля 1944 года в бою при ликвидации группировок немецко-фашистских захватчиков. В 1958 году на месте могилы был установлен обелиск[6];
- Могила советских военнопленных и мирных жителей, расположена в 1 километре южнее деревни. В захоронении погребены более 2 тысяч советских военнопленных и мирных жителей г. Дзержинска, расстрелянных немецко-фашистскими захватчиками в июле-августе 1941 года. В 1958 году был установлен обелиск[6][7].